# Zsidanics István-emlékplakett
A Zsidanics István-emlékplakett a mosonmagyaróvári Piarista Gimnázium, Általános Iskola és Óvoda és a Zsidanics István Alapítvány által 2020-ban, az iskola rendszerváltás utáni újraindulásának harmincadik évfordulója alkalmából alapított díj. A mosonmagyaróvári piarista oktató-nevelő munka kiemelkedő támogatásáért vagy az egyházi oktatásért végzett szolgálat elismeréseként adományozzák. A plakettet Babos-Zemplenszky Nóra, a mosonmagyaróvári piarista iskola tanára tervezte.

## Névadója
Az emlékplakett névadója, Zsidanics István (1671–1736) Moson vármegyei főadószedő, később táblabíró volt, aki végrendeletében magyaróvári háza mellett egy jelentősebb pénzösszeget és ötven hold földet hagyott a piarista rendre, ezzel lehetővé téve, hogy a piaristák 1739-ben megalapítsák Moson vármegye első gimnáziumát. Zsidanics István felesége, Schubert Marianna férje halála után erkölcsileg és anyagilag is jelentősen támogatta a piaristák magyaróvári oktató-nevelő és lelkipásztori munkáját.

## Díjazottak

### 2020[3]
- Jelenits István (kiérdemesült piarista tartományfőnök)
- Németh László (pápai prelátus, nagyprépost)
- Thiesz Józsefné (posztumusz; volt iskolaigazgató)
- Csorba Dezső (a Keresztény Értelmiségiek Szövetsége mosonmagyaróvári csoportjának volt elnöke)
- Horváth Antal (a Szent György Lovagrend tagja)
- Sarasotai Kossuth Klub

### 2021
- Farkas István (piarista szerzetes, volt igazgató)[forrás?]

### 2022
- Némethné Gyetvai Anna (igazgatóhelyettes)[forrás?]